# Vénus de Petrkovice
La Vénus de Petrkovice, ou Vénus de Landek, est une statuette préhistorique représentant un torse de femme, découverte en 1953 près d'Ostrava, en Tchéquie. Elle est datée du Gravettien.

## Historique
La statuette a été trouvée en 1953 à l'emplacement d'un campement de chasseurs de mammouths, sur la colline de Landek, à Petrkovice, un quartier de la banlieue nord d'Ostrava, près de l'Oder, en Silésie (Tchéquie). Le même site a livré des indices d'utilisation de houille. En effet, le Landek contient l'une des veines de charbon les plus rentables d'Europe. Ce charbon est à l'origine de la prospérité de la ville d'Ostrava.

## Description
La statuette représente un torse de femme. Elle est datée d'environ 25 000 ans avant le présent (Gravettien).
- Hauteur : 4,6 cm
- Matériau : hématite noire

Elle se distingue des autres Vénus paléolithiques par deux spécificités :
- l'hématite noire est rarement utilisée car elle est difficile à travailler ;
- la Vénus est particulièrement mince et ses formes rappellent plutôt le cubisme.

## Conservation
L'original se trouve à Brno, à l'Institut d´archéologie de l'Académie des sciences.

## Autres statuettes
D'autres Vénus paléolithiques ont été trouvées dans la région, notamment à Dolní Věstonice, Willendorf, Galgenberg et Moravany.